# Alexander Isaakowitsch Kitaigorodski
Alexander Isaakowitsch Kitaigorodski (russisch Александр Исаакович Китайгородский, englische Transkription Kitaigorodskii; * 1914 in Moskau; † 1985 ebenda) war ein russischer Physiker.

## Biografie
Kitaigorodski war der Sohn eines Professors für Physikalische Chemie Isaak Iljitsch Kitaigorodski (Spezialist für Silikatglas). Er studierte Physik an der Lomonossow-Universität mit dem Abschluss 1935, war 1936/37 Assistenzprofessor an der Moskauer Hochschule für Erdöl und Erdgas und leitete bis 1941 ein Labor für Röntgenstrahlen. 1938 bis 1940 lehrte er am Moskauer Pädagogischen Institut theoretische Physik und 1942 bis 1944 leitete er eine Abteilung im Moskauer Öl-Institut und arbeitete für große Rüstungsunternehmen. Ab 1944 leitete er die Abteilung Röntgenbeugung am Institut für Organische Chemie der Sowjetischen Akademie der Wissenschaften. 1946 habilitierte er sich (russischer Doktortitel) und war ab 1947 Professor. Ab 1954 leitete er ein Labor am Institut für organische Komponenten (russisch Институт элементоорганических соединений) der Sowjetischen Akademie der Wissenschaften.
Er befasste sich mit Röntgenstrukturanalyse von Aminosäuren und anderen organischen Substanzen und ist vor allem durch Physik-Lehrbücher bekannt.
Er gewann 1949 den Mendelejew-Preis und 1967 den Fedorow-Preis der Sowjetischen Akademie der Wissenschaften.
In der Literaturnja Gazeta vom Oktober 1979 stieß er eine Debatte um die Nützlichkeit der Mathematik in den Wissenschaften an, wobei er den extremen Standpunkt vertrat, reine Mathematiker wären überflüssig und höchstens auf gleicher Stufe mit bildenden Künstlern wertzuschätzen und die Rolle auch der angewandten Mathematik zunehmend durch den Siegeszug des Computers in Frage gestellt.
Mit dem berühmten theoretischen Physiker Lew Landau verfasste er mehrere populärwissenschaftliche Bücher über Physik.

## Kitaigorodskii Packungsindex (K.P.I.)
Analog zur Packungsdichte bei Kugelpackungen von Metallen kann auch bei organischen Molekülen ein Packungsindex bestimmt werden. Die Moleküle werden hierzu aus Kugeln aufgebaut, die dem Van-der-Waals-Radius der Atome entsprechen. Danach berechnet man, wie viel der kristallographischen Elementarzelle damit besetzt ist. Typischerweise liegt der Packungsindex von organischen Molekülen bei 65–75 %.

## Dichteregel
Kitaigorodskii beschrieb die empirische Regel, dass bei polymorphen organischen Verbindungen diejenige Kristallstruktur am stabilsten ist, die die größte Dichte besitzt.

## Schriften
- mit Lew Landau Physik für Alle, 4 Bände, Aulis Verlag 1981,
  - englische Ausgabe Physics for Everyone, 2. Auflage, 4 Bände, MIR 1980
- Molecular crystals and molecules, Academic Press 1973
- Introduction to Physics, MIR 1968
- I am a physicist, MIR 1971
- Order and Disorder in the World of Atoms, Longmans, Springer Verlag 1967
- Theory of crystal structure analysis, New York, Consultants Bureau 1961
- mit A. I. Pertsinym Die Methode des Atom-Atom Potentials in Physik und Chemie organischer molekularer Festkörper (russisch), Moskau 1985
  - englische Ausgabe The Atom-Atom Potential Method : Applications to Organic Molecular Solids, Springer-Verlag Heidelberg (1987). ISBN 3-540-16246-1.